# Fla x Flu - 40 Minutos Antes do Nada
Fla x Flu - 40 Minutos Antes do Nada é um documentário brasileiro de longa-metragem, lançado em 2013, dirigido por Renato Terra e produzido pela Sentimental Filme.
A obra se propõe a discutir e debater a rivalidade entre Flamengo e Fluminense. Para isso, a película resgata imagens históricas do Canal 100 e da TV Globo em partidas históricas, desde o primeiro Fla-Flu, em 1912, até o que marcou o centenário, em 2012, e de depoimentos de personagens importantes que participaram do clássico, sejam jornalistas, jogadores ou torcedores.

## Sinopse
| “ | "Com depoimentos de Zico, Assis, Leandro, Junior, Romário, Pedro Bial, Toni Platão e torcedores apaixonados, o filme convida o espectador a compartilhar uma das rivalidades mais charmosas do futebol mundial. Além de resgatar imagens históricas e jogos memoráveis da TV Globo e do Canal 100, Fla x Flu alterna depoimentos parciais e passionais de ambos os lados, potencializando provocações, brincadeiras e emoções. A imparcialidade e o comentário analítico ficam de fora. Mais do que falar de futebol, este é um filme sobre paixão feito para todas as torcidas." | ” |

## Prêmios e Indicações
| Ano  | Prêmio          | Indicação                                            | Resultado | Ref.  |
| ---- | --------------- | ---------------------------------------------------- | --------- | ----- |
| 2013 | Troféu Redentor | Melhor documentário de longa-metragem (júri popular) | Venceu    | [ 5 ] |